# فهرست وابسته‌های دیپلماتیک در لبنان

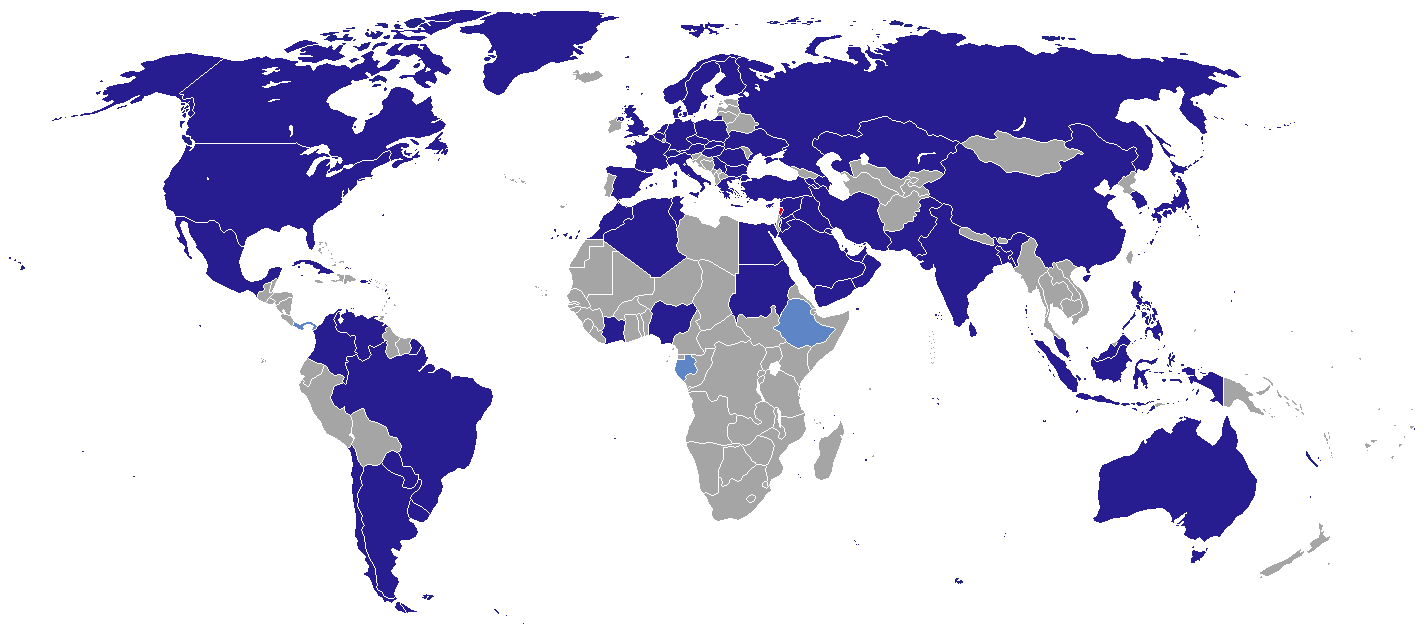
نقشه سفارت‌ها در لبنان

این فهرست سفارت‌ها در لبنان است. در حال حاضر بیروت میزبان ۷۲ سفارت، ۲ کنسولگری و ۱ دفتر است.

## سفارت‌ها
بیروت
| - الجزایر - آنتیگوآ و باربودا - آرژانتین - ارمنستان - استرالیا - اتریش - جمهوری آذربایجان - بنگلادش - بلژیک - برزیل - بلغارستان - کانادا - شیلی - چین - کلمبیا - کوبا - قبرس - جمهوری چک - دانمارک - مصر - فنلاند - فرانسه - آلمان - یونان | - سریر مقدس - مجارستان - هند - اندونزی - ایران - عراق - ایتالیا - ساحل عاج - ژاپن - اردن - قزاقستان - کویت - مالزی - مکزیک - مراکش - هلند - نیجریه - نروژ - عمان - پاکستان - فلسطین - پاراگوئه - فیلیپین - لهستان | - قطر - رومانی - روسیه - عربستان سعودی - صربستان - اسلواکی - کره جنوبی - جزایر مالتا - اسپانیا - سری‌لانکا - سودان - سوئد - سوئیس - سوریه - تونس - ترکیه - اوکراین - امارات متحده عربی - بریتانیا - ایالات متحده آمریکا - اروگوئه - ونزوئلا - یمن |

## دفترها
- اتحادیه اروپا (نمایندگی)

## کنسولگری
بیروت
- اتیوپی
- پاناما[۱]

## سفارت‌های معتبر
ساکن قاهره، مصر
| - آلبانی - آنگولا - بولیوی - برونئی - بوروندی - کومور - چاد - جمهوری کنگو - جمهوری دموکراتیک کنگو | - کرواسی - جیبوتی - گینه استوایی - اتیوپی - گابن - گرجستان - غنا - گینه - جمهوری ایرلند | - جامائیکا - کنیا - لسوتو - لیتوانی - مالی - مغولستان - نپال - نیوزیلند | - پرو - سنگاپور - تانزانیا - اوگاندا - ویتنام - زامبیا |

ساکن دمشق، سوریه
| - افغانستان - بلاروس - موریتانی - آفریقای جنوبی |

ساکن جای دیگر
| - بحرین (امان) - بوتان (کشور) (کویت) - استونی (آنکارا) - ایسلند (پاریس) - مالدیو (ریاض) - مالت (والتا) - مولدووا (آنکارا) - پاناما (امان) - پرتغال (نیکوزیا) | - سنگال (کویت) - سیرالئون (تهران) - تایلند (ریاض) |

## سفارت‌های سابق
- بلاروس
- لیبی